# Marburgvirus
El virus de Marburgo (MARV) perteneciente al género Marburgvirus de la familia Filoviridae, al igual que el virus de Ravn (RAVV), del mismo género, causa una enfermedad hemorrágica severa, con elevada mortalidad, denominada fiebre hemorrágica de Marburgo.

## Nomenclatura
El virus es uno de los dos miembros de la especie Marburg marburgvirus, el cual está incluido en el genus Marburgvirus, familia Filoviridae, orden Mononegavirales. El nombre Marburgvirus deriva de Marburg (la ciudad en Hesse, Alemania, donde el virus fue descubierto por primera vez) y el taxonómico virus de sufijo.
El Marburgvirus fue presentado bajo este nombre en 1967 por primera vez. En 2005, el nombre del virus fue cambiado a Lago Victoria marburgvirus. Aun así, los artículos científicos continuaron refiriéndose a él como el Marburgvirus. Consecuentemente, en 2010, el nombre Marburgvirus se restableció y el nombre de la especie fue modificado.

## Historia
El Marburgvirus fue descrito por primera vez en 1967.
Fue notificado durante brotes pequeños en las ciudades alemanas de Marburgo, Fráncfort y en la capital yugoslava de Belgrado en los años 1960. Los trabajadores alemanes estuvieron expuestos a tejidos infectados de cercopitecos verdes (Chlorocebus aethiops) en la principal planta industrial de la ciudad, el Behringwerke, entonces parte de Hoechst, y hoy de CSL Behring. Durante estos brotes, 31 personas contrajeron la enfermedad y siete de ellas murieron.[cita requerida]

### Historia de los brotes más importantes
| Año       | Localización geográfica                                           | Virus       | Casos | Muertos | Tasa de letalidad | Notas |
| --------- | ----------------------------------------------------------------- | ----------- | ----- | ------- | ----------------- | --- |
| 1967      | Marburg y Frankfurt (Alemania Occidental) y Belgrado (Yugoslavia) | MARV        | 31    | 7       | 23%               | Filtración desde laboratorio |
| 1975      | Johannesburgo (Sudáfrica) y Rodesia                               | MARV        | 3     | 1       | 33%               | [ 14 ] [ 15 ] [ 16 ] |
| 1980      | Kenia                                                             | MARV        | 2     | 1       | 50%               | [ 17 ] |
| 1987      | Kenia                                                             | RAVV        | 1     | 1       | 100%              | [ 18 ] [ 19 ] |
| 1988      | Koltsovo (Unión Soviética)                                        |             | 1     | 1       | 100%              | Accidente de laboratorio |
| 1990      | Koltsovo (Unión Soviética)                                        | MARV        | 1     | 1       | 100%              | Accidente de laboratorio |
| 1998–2000 | Durba y Watsa (República democrática del Congo)                   | MARV & RAVV | 154   | 128     | 83%               | Dos marburgvirus diferentes, el MARV y el RAVV, cocircularon y causaron la enfermedad. El número de casos y muertes debido a ambos virus no ha sido reportado.                                                        |
| 2004–2005 | Angola                                                            | MARV        | 252   | 227     | 90%               | [ 25 ] [ 26 ] [ 27 ] [ 28 ] [ 29 ] [ 30 ] [ 31 ] |
| 2007      | Uganda                                                            | MARV & RAVV | 4     | 1       | 25%               | [ 32 ] [ 33 ] |
| 2008      | Uganda, Países Bajos, Estados Unidos                              | MARV        | 2     | 1       | 50%               | [ 34 ] |
| 2012      | Uganda                                                            | MARV        | 18    | 9       | 50%               | [ 35 ] |
| 2014      | Uganda                                                            | MARV        | 1     | 1       | 100%              | [ 36 ] [ 37 ] |
| 2017      | Uganda                                                            | MARV        | 3     | 3       | 100%              | [ 38 ] |
| 2021      | Guinea                                                            | MARV        | 1     | 1       | 100%              | El gobierno guineano detectó el caso a partir de una muestra de pacientes que murieron el 2 de agosto de 2021, en la prefectura sureña de Gueckedou, cerca de las fronteras del país con Sierra Leona y Liberia.      |
| 2022      | Ghana                                                             | MARV        | 2     | 2       | 100%              | Hasta ahora se han notificado dos casos y se está preparando un posible brote. El 17 de julio de 2022, ambos casos fueron confirmados por Ghana. Véase Brote de enfermedad por el virus de Marburgo en Ghana de 2022. |
| 2023      | Guinea Ecuatorial y Tanzania                                      | MARV        | 37    | 25      |                   | [ 44 ] [ 45 ] |

## Estructura del virus
El virus de Marburgo presenta la estructura clásica de los filovirus. El virión presenta una morfología irregular (pleomórfica), pues tiene forma de bastoncillo de longitud variable entre los 800 y los 1400 nm y con un diámetro de alrededor de 80 nm. En ocasiones pueden también tener forma circular, de U o de 6. 
La nucleocápside presenta, en su interior, una molécula de ARN de polaridad negativa, y la envoltura viral tiene una simetría helicoidal. El todo está cubierto por una envoltura lipídica que proviene de la membrana de la célula hospedadora, de la cual salen proyecciones (peplómeros) de alrededor de 7 nm entre las que media un espacio de 10 nm. Dichas proyecciones tienen forma globular y están formadas de homotrímeros de la glucoproteína de superficie. 
El genoma del virus es de alrededor de 19 Kb y parece contener el código de 7 productos; el genoma presenta una disposición lineal de los genes con una zona de superposición. La estructura del genoma es la siguiente:
- Región 3’ no traducida
- Nucleoproteína (NP)
- VP35
- VP40
- Glucoproteína
- VP30
- VP24
- Proteína L (una ARN polimerasa ARN dependiente)
- Región 5’ no traducida

El área de superposición se sitúa entre los genes VP30 y VP24 (en el genoma del virus Ébola hay 3 áreas de superposición).
La nucleoproteína tiene un peso molecular de 95 KDa y está inserta en el virión de forma fosforilada. Parece poder pegarse al ARN y ser el componente más importante del complejo riboprotéico que forma de la envoltura nuclear.
La glucoproteína de superficie contiene un dominio hidrofóbico C-terminal que le permite engancharse a la membrana. Ésta contiene N-glicanos y O-glicanos que constituyen más del 50% del peso de la proteína. Las áreas N- y C- terminales son altamente conservadas y ricas en residuos de cistina, mientras que la parte central es hidrofílica y contiene los sitios de enganche de los glicanos. La glucoproteína media la adhesión con el receptor de la célula hospedadora y la sucesiva fusión entre las membranas lipídicas, permitiendo el fenómeno de la infección.
Se cree que la proteína es una ARN polimerasa ARN dependiente y, en efecto, presenta áreas de homología con otras ARN polimerasas de virus de ARN, situadas sobre todo a la mitad de la N-terminal.
La función de las proteínas VP35 y VP30 todavía no está muy clara. Se cree que posiblemente formen parte de la envoltura nuclear. Las proteínas VP24 y VP40 son ricas en áreas hidrofóbicas y se cree que forman parte de la envoltura proteica.

## Replicación viral
El ingreso del virus a la célula hospedante es mediado por la glucoproteína de superficie, pero no se conoce el receptor al que se pega. Hay quien sostiene incluso que los receptores a los que se pega la glucoproteína pueden ser de distintos tipos. Asimismo, se desconoce si el virus penetra a través de la fusión de la membrana o si a esto se agrega también un proceso de endocitosis.
El virus de Marburgo es capaz de infectar casi todos los órganos (de los linfoides hasta el encéfalo). La transcripción y replicación del virus ocurre en el citoplasma de la célula hospedadora. Se cree que el filamento de ARN se transcribe, gracias a la polimerasa, en una molécula de ARN, complementaria a la nativa, que luego se sobrepone por poliadenilación en la terminal 3’ y, quizás, por inserción de una secuencia externa de la cola 5’. Este ARN se usa después como molde para la traducción y la formación de las proteínas y para la replicación del genoma.

## Uso como arma biológica
El virus de Marburgo formó parte de una serie de agentes patógenos militarizados con éxito por el programa biológico soviético Biopreparat. El virus fue modificado genéticamente para crear una nueva cepa más mortal llamada «variante U», cepa que fue armada y aprobada por el Ministerio de Defensa de los soviéticos en 1990.